# Ги VIII де Лаваль
Ги VIII де Монморанси-Лаваль (Guy VIII de Montmorency-Laval) (ок. 1245 — 22 августа 1295, л’Иль-Журден) — сеньор де Лаваль и де Витри, граф Казерты.

## Биография
Сын Ги VII де Лаваля и Филиппы де Витри.
После смерти матери (22 сентября 1254) унаследовал сеньорию Витри.
В 1260 году женился на Изабелле де Бомон-Гатинэ, единственной дочери Гийома де Бомон-Гатинэ — родственника короля. Получил в приданое земли в Бургундии, Шампани и Анжу.
В 1266 году вместе с отцом участвовал в экспедиции Карла I Анжуйского против Манфреда Сицилийского.
После смерти отца в 1267 году унаследовал сеньорию Лаваль и другие владения. Захватил сеньорию Аттиши, которую получила в пожизненное владение вдова Ги VII де Лаваля Томасса де Пуансе, но по решению Парижского парламента был вынужден вернуть её мачехе.
В том же 1267 году умер его тесть Гийом де Бомон-Гатинэ. Жена Ги VIII Изабелла как единственный ребёнок унаследовала его сеньории Вильмонбль и Паси-сюр-Марн, а также графство Казерта в Неаполитанском королевстве, которое её отец получил от Карла Анжуйского как участник завоевания Сицилии.
В 1268 году Ги VIII участвовал в войне, которую Карл Анжуйский вёл с Конрадином, внуком императора Фридриха II Штауфена, в том числе в битве при Тальякоццо и взятии Аквилы.
Согласно L’Art de vérifier les dates, участвовал в Восьмом крестовом походе (1269—1270), а затем в войне короля с графом Фуа Роже-Бернаром III.
В 1275 году совершил поездку в Италию, чтобы по правам жены вступить во владение графством Казерта.
В 1277 году умерла жена Ги VIII Изабелла де Бомон-Гатинэ. После 9 лет вдовства он вторым браком (контракт от 11 ноября 1286) женился на Жанне де Бомон, даме де Луэ (ум. 1323), дочери Луи де Бриенна, виконта де Бомон-ан-Мен.
От первой жены — сын:
- Ги IX де Лаваль (ум. 22.01.1333), сеньор де Лаваль и де Витре.

От второй жены — сын:
- Андре де Лаваль (ум. до 13.05.1356) — шателен де Луэ, сеньор де Шатильон-ан-Ванделе.

Потомки Ги VIII носили титул графов Казерты до начала XVI века. Однако после его смерти само графство король Неаполя Карл II передал Гоффредо Каэтани — брату папы Бонифация VIII.